# Gouffier

Stemma di famiglia

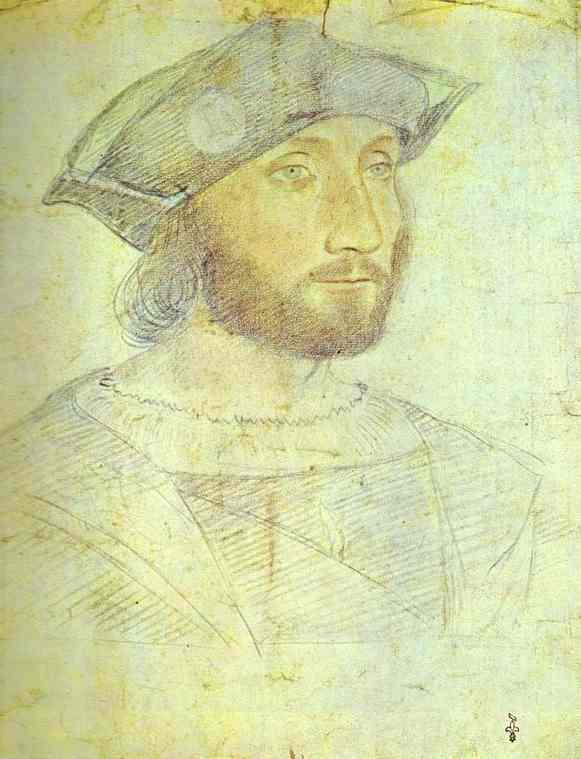
Guillaume Gouffier

Gouffier è il nome di una grande famiglia francese, che possedeva la tenuta di Bonnivet a Poitou dal XIV secolo.

## Storia
- Guillaume Gouffier, ciambellano di Carlo VII, fu un nemico inveterato di Jacques Cœur, ottenendo la sua condanna e successivamente ricevendo la sua proprietà (1491). Aveva un gran numero di figli, molti dei quali hanno avuto un ruolo nella storia.
- Artus Gouffier, signore di Boisy (1475-1520 ca.), fu incaricato dell'educazione del giovane conte di Angoulême e all'adesione di questo principe al trono mentre Francesco I divenne gran maestro della famiglia reale, recitando una parte importante nel governo; a lui fu assegnato il compito di negoziare il trattato di Noyon nel 1516; e poco prima della sua morte il re innalzò le proprietà di Roanne e Boisy al rango di ducato, quello di Roannais, a suo favore.
- Adrien Gouffier (morto nel 1523), fu vescovo di Coutances e vescovo di Albi e Grande elemosiniere di Francia.
- Guillaume Gouffier, signore di Bonnivet, divenne ammiraglio di Francia.
- Charlotte Gouffier de Boisy, governante dei bambini di Francia.
- Claude Gouffier, figlio di Artus, fu creato conte di Maulevrier (1542) e marchese di Boisy (1564).

Ci furono molti rami di questa famiglia, il principale dei quali erano i duchi di Roannais, i conti di Caravas, i signori di Crévecoeur e di Bonnivet, i marchesi di Thois, di Brazeux e di Espagny. Il nome di Gouffier fu adottato nel XVIII secolo da un ramo della casa di Choiseul, per creare la casa Choiseul-Gouffier.
Il nome Gouffier fu anche usato dai signori non imparentati di Rilhac-Lastours; vedi Gouffier di Lastours.